# Вишневская, Ольга Павловна
О́льга Па́вловна Вишне́вская (1896, Сапожок — ?) — советская писательница, киносценарист, краевед.

## Биография
Родилась в 1896 году в Сапожке. Отец — краевед, этнограф и заслуженный врач России Павел Стаханов. Окончив гимназию, Ольга переехала в Москву и поступила на литературное отделение Высших женских курсов Герье. После окончания курсов занималась краеведческой работой, а также писала прозаические произведения для детей. Работала учительницей.
Написала ряд сценариев для кинематографа, однако экранизированы были только два. В 1926 году на закрытом всесоюзном конкурсе Наркомпроса на лучший киносценарий о дореволюционной женской доле лучшим был признан её сценарий, в основу которого были положены подлинные события из жизни села Таптыково Сапожковского уезда. По этому сценарию в Сапожке в 1927 году был снят кинофильм «Бабы рязанские». Присутствовашая во время съёмок О. Вишневская описала процесс создания картины на страницах «Советского экрана».

## Фильмография
- 1927
  - Бабы рязанские
  - Водоворот (совместно с П. Петровым-Бытовым)